# Liste der Kulturgüter in Männedorf
Die Liste der Kulturgüter in Männedorf enthält alle Objekte in der Gemeinde Männedorf im Kanton Zürich, die gemäss der Haager Konvention zum Schutz von Kulturgut bei bewaffneten Konflikten, dem Bundesgesetz vom 20. Juni 2014 über den Schutz der Kulturgüter bei bewaffneten Konflikten sowie der Verordnung vom 29. Oktober 2014 über den Schutz der Kulturgüter bei bewaffneten Konflikten unter Schutz stehen.
Objekte der Kategorien A und B sind vollständig in der Liste enthalten, Objekte der Kategorie C fehlen zurzeit (Stand: 1. Januar 2022). Unter übrige Baudenkmäler sind weitere geschützte Objekte zu finden, die im Verzeichnis der Objekte von überkommunaler Bedeutung der kantonalen Denkmalpflege zu finden und nicht bereits in der Liste der Kulturgüter enthalten sind.

## Kulturgüter
| Foto |                                                                              | Objekt                                                                                  | Kat. | Typ | Standort                                         | Beschreibung                                                         |
| ---- | ---------------------------------------------------------------------------- | --------------------------------------------------------------------------------------- | ---- | --- | ------------------------------------------------ | -------------------------------------------------------------------- |
| ja   | Datei hochladen · Wikidata zu Villa Alma (Q13142966)                         | Villa Alma mit Nebenbauten (Badehaus, Bootshaus, Garage und Gartenanlage) KGS-Nr.: 7547 | A    | G   | Seestrasse 80 694197 / 234706                    |                                                                      |
| ja   | Datei hochladen · Wikidata zu Landsitz Grosser Zieglerhof (1729) (Q29932873) | Landsitze Grosser und Kleiner Zieglerhof mit Ökonomiegebäuden KGS-Nr.: 7545             | B    | G   | Seestrasse 233 / Dorfgasse 76-78 694936 / 234223 |                                                                      |
| ja   | Datei hochladen · Wikidata zu Untervogthaus (1543) (Q29932885)               | Untervogthaus KGS-Nr.: 7546                                                             | B    | G   | Dorfgasse 37 694748 / 234344                     |                                                                      |
| ja   | Datei hochladen · Wikidata zu Villa Liebegg (Q13142967)                      | Villa Liebegg mit Nebengebäuden und Pächterhaus KGS-Nr.: 7548                           | B    | G   | Alte Landstrasse 220–232 694946 / 234419         |                                                                      |
| ja   | Datei hochladen · Wikidata zu Seeufersiedlung (Q29932875)                    | Strandbad / Ziegelhüttenhaab, neolithische Seeufersiedlung KGS-Nr.: 12573               | B    | F   | Ziegelhüttenhaab 695951 / 233520                 | Objekt liegt teilweise auf dem Gemeindegebiet von Stäfa (KGS-Nr. 62) |
| ja   | Datei hochladen · Wikidata zu Seeufersiedlung (Q29932876)                    | Leuenhaab, neolithisch-bronzezeitliche Seeufersiedlung KGS-Nr.: 12574                   | B    | F   | Seestrasse 694901 / 234140                       |                                                                      |
| ja   | Datei hochladen · Wikidata zu Seeufersiedlung (Q29932881)                    | Langacher / Schützenhaab, neolithische Seeufersiedlung KGS-Nr.: 12575                   | B    | F   | Seestrasse 694501 / 234500                       |                                                                      |
| ja   | Datei hochladen · Wikidata zu Seeufersiedlung (Q29932879)                    | Surenbach / Pfründerhaab, neolithische Seeufersiedlung KGS-Nr.: 12576                   | B    | F   | Seestrasse 695301 / 233840                       |                                                                      |
| BW   | Datei hochladen · Wikidata zu Juckerhaus (Q13142717)                         | Wohnhaus, sogenanntes Gärtnerhaus KGS-Nr.: 12577                                        | B    | G   | Brunngasse 10 694899 / 234284                    |                                                                      |
| ja   | Datei hochladen · Wikidata zu Seeufersiedlung (Q29932880)                    | Weiern, neolithische Seeufersiedlung KGS-Nr.: 12614                                     | B    | F   | Seestrasse 694001 / 234750                       |                                                                      |

## Übrige Baudenkmäler
| ID              | Foto |                                                            | Objekt                                       | Kat.    | Typ | Standort                                                | Beschreibung |
| --------------- | ---- | ---------------------------------------------------------- | -------------------------------------------- | ------- | --- | ------------------------------------------------------- | ------------ |
| 15500011        | ja   | Datei hochladen                                            | Ehemaliges Weinbauernhaus                    | B reg.  | G   | Alte Landstrasse 415 696058 / 233705                    |              |
| 15500012        | ja   | Datei hochladen                                            | Ökonomiegebäude                              | B reg.  | G   | bei Alte Landstrasse 415 696062 / 233722                |              |
| 15500021        | ja   | Datei hochladen                                            | Hof Scheidbachweg, ehemaliges Weinbauernhaus | C       | G   | Scheidbachweg 15 696212 / 233994                        |              |
| 15500057        | ja   | Datei hochladen                                            | Weinbauernhaus Zum Weinberg, Wohnteil        | C       | G   | Herweg 7/9 695712 / 234012                              |              |
| 15500082        | ja   | Datei hochladen                                            | Bauernwohnhaus                               | C       | G   | Allenbergstrasse 70 / Brüschstrasse 140 696088 / 234451 |              |
| 15500115        | ja   | Datei hochladen                                            | Ehemalige Weinbauernhäuser, Hausteil 1       | B reg.  | G   | Asylstrasse 34 695445 / 234002                          |              |
| 15500116        | ja   | Datei hochladen                                            | Ehemalige Weinbauernhäuser, Hausteil 2       | B reg.  | G   | Asylstrasse 36 695442 / 233992                          |              |
| 15500156        | ja   | Datei hochladen                                            | Wohnhäuser, Hausteil 1                       | C       | G   | Alte Landstrasse 270 695265 / 234287                    |              |
| 15500168        | ja   | Datei hochladen                                            | Hof Rebhalde, Weinbauernhaus                 | C       | G   | Alte Landstrasse 273 695292 / 234288                    |              |
| 15500175        | ja   | Datei hochladen                                            | Wohnhaus mit Scheune                         | B reg.  | G   | Rebhaldenweg 14 695347 / 234315                         |              |
| 15500214        | ja   | Datei hochladen                                            | Katholisches Pfarrhaus, Hasenburg            | C       | G   | Hasenackerstrasse 19 695313 / 234478                    |              |
| 15500317        | ja   | Datei hochladen                                            | Wohnhaus, ehemaliges Schulhaus               | C       | G   | Aufdorfstrasse 186 695498 / 234884                      |              |
| 15500318        | ja   | Datei hochladen                                            | Wohnhaus Zum Rosenberg                       | C       | G   | Aufdorfstrasse 180 695469 / 234875                      |              |
| 15500365        | ja   | Datei hochladen                                            | Scheune                                      | B reg.  | G   | bei Allenbergstrasse 65 696099 / 234481                 |              |
| 15500439        | ja   | Datei hochladen                                            | Landhaus Mittelwies / Krankenpflegeschule    | B reg.  | G   | Bahnhofstrasse 44 695042 / 234237                       |              |
| 15500440        | ja   | Datei hochladen                                            | Zieglerhof, Scheune                          | B kant. | G   | Dorfgasse 78 694962 / 234230                            |              |
| 15500442        | ja   | Datei hochladen                                            | Zieglerhof, Ökonomiegebäude                  | B kant. | G   | Dorfgasse 76 bei 694938 / 234231                        |              |
| 15500444        | ja   | Datei hochladen                                            | Zieglerhof, Landhaus Kleiner Zieglerhof      | B kant. | G   | Dorfgasse 76 694917 / 234230                            |              |
| 15500518        | ja   | Datei hochladen · Wikidata zu Bahnhof Männedorf (Q4405921) | Bahnhof Männedorf, Aufnahmegebäude           | B reg.  | G   | Bahnhofstrasse 17 694898 / 234370                       |              |
| 15500543        | ja   | Datei hochladen                                            | Villa Liebegg, Pächterhaus                   | B kant. | G   | Alte Landstrasse 230–232 695012 / 234420                |              |
| 15500547        | ja   | Datei hochladen                                            | Villa Liebegg, Waschhaus / Ökonomiegebäude I | B kant. | G   | bei Alte Landstrasse 220 694943 / 234439                |              |
| 15500548        | ja   | Datei hochladen                                            | Villa Liebegg, Ökonomiegebäude II            | B kant. | G   | bei Alte Landstrasse 220 694964 / 234427                |              |
| 15500559        | ja   | Datei hochladen                                            | Altes Sekundarschulhaus Blatten              | B reg.  | G   | Schulstrasse 20 695182 / 234426                         |              |
| 15500561        | ja   | Datei hochladen                                            | Oberstufenschulhaus Blatten                  | B reg.  | G   | Blattengasse 40 695220 / 234505                         |              |
| 15500567        | ja   | Datei hochladen                                            | Reformiertes Pfarrhaus                       | B reg.  | G   | Blattengasse 7 695063 / 234495                          |              |
| 15500568        | ja   | Datei hochladen                                            | Reformierte Kirche                           | B reg.  | G   | bei Blattengasse 7 695025 / 234510                      |              |
| 15500637        | ja   | Datei hochladen                                            | Wohnhaus                                     | C       | G   | Seestrasse 184 694641 / 234456                          |              |
| 15500690        | ja   | Datei hochladen                                            | Reihenhäuser, Hausteil 1                     | C       | G   | Dreinepperstrasse 1 694639 / 234734                     |              |
| 15500725        | ja   | Datei hochladen                                            | Ehemaliges Bauernwohnhaus                    | C       | G   | Seestrasse 127 694476 / 234674                          |              |
| 15500730        | ja   | Datei hochladen                                            | Wohnhaus                                     | C       | G   | Seestrasse 119 694401 / 234663                          |              |
| 15500743        | ja   | Datei hochladen                                            | Villa Alma, Bootshaus                        | B kant. | G   | bei Seestrasse 80 694162 / 234682                       |              |
| 15500744        | ja   | Datei hochladen                                            | Wohnhaus Sylvia                              | B reg.  | G   | Seestrasse 57 694133 / 234800                           |              |
| 15500745        | ja   | Datei hochladen                                            | Wohnhaus Sylvia, Nebengebäude                | B reg.  | G   | bei Seestrasse 57 694146 / 234819                       |              |
| 15500801        | ja   | Datei hochladen                                            | Glockenturm St. Stephan                      | B reg.  | G   | bei Hasenacherstrasse 15 695251 / 234431                |              |
| 15500808        | ja   | Datei hochladen                                            | Katholische Kirche St. Stephan               | B reg.  | G   | Hasenacherstrasse 15 695271 / 234434                    |              |
| 15500831        | ja   | Datei hochladen                                            | Katholisches Pfarrhaus                       | B reg.  | G   | Hasenackerstrasse 17 695292 / 234454                    |              |
| 15500834        | ja   | Datei hochladen                                            | Zellersche Anstalt Eben-Ezer II, Kapelle     | B reg.  | G   | bei Hofenstrasse 41 695006 / 234714                     |              |
| 15500838        | ja   | Datei hochladen                                            | Primarschulhaus Blatten                      | B reg.  | G   | Schulstrasse 30 695228 / 234394                         |              |
| 15500882        |      | Datei hochladen                                            | Rossstall                                    | B reg.  | G   | bei Allenbergstrasse 65 696117 / 234467                 |              |
| 15501207        | ja   | Datei hochladen                                            | Villa Alma, Garage                           | B kant. | G   | bei Seestrasse 80 694178 / 234731                       |              |
| 15501209        | ja   | Datei hochladen                                            | Kindergarten Acker                           | B reg.  | G   | Ackerstrasse 24 694500 / 234909                         |              |
| 155BRUNNEN00442 | ja   | Datei hochladen                                            | Zieglerhof, Wandbrunnen                      | B kant. | K   | Seestrasse 233 694938 / 234231                          |              |
| 155GARTEN00889  | ja   | Datei hochladen                                            | Villa Alma, Garten                           | B kant. | G   | bei Seestrasse 80 694236 / 234680                       |              |

Legende: Im Wesentlichen siehe Legende der Liste der Kulturgüter von nationaler und regionaler Bedeutung, mit folgenden Ausnahmen:
- Anstelle der KGS-Nummer wird als Objekt-Identifikator (ID) die Inventarnummer im Verzeichnis der Objekte von überkommunaler Bedeutung des kantonalen Denkmalschutzamtes verwendet.
- Bei den Kategorien wird wie folgt unterschieden: B kant. = Objekt von kantonaler Bedeutung (Kanton Zürich); B reg. = Objekt von regionaler Bedeutung (Kanton Zürich).